# Faustin Soulouque
Faustin Elie Soulouque (Petit-Goâve, 15 agosto 1782 – Anse-à-Veau, 3 agosto 1867) è stato un politico haitiano, imperatore di Haiti dal 25 agosto 1849 al 15 gennaio 1859 con il nome di Faustino I.

## Biografia
Nato a Petit-Goâve nel 1782 da una famiglia di schiavi neri, ottenne la libertà il 29 agosto 1793, a 11 anni, quando i francesi, per ottenere l'aiuto della popolazione locale dell'isola contro l'invasione inglese e in conformità con i principi della Rivoluzione francese, decretarono l'emancipazione degli schiavi in tutti i loro territori. Successivamente, dopo la proclamazione dell'indipendenza di Haiti (1º gennaio 1804), Napoleone Bonaparte, divenuto imperatore dei francesi, decise di riconquistare la colonia inviando un esercito di 24.000 uomini al comando di suo cognato, il generale Victor Emanuel Leclerc, che però morì di febbre gialla; Soulouque partecipò alle ultime fasi del conflitto, terminato nel 1810 con la cacciata degli invasori, come aiutante di campo del generale Lamarre.
Nel 1820 passò agli ordini del presidente Boyer, divenendo generale nel 1843, lo stesso anno dell'esilio di Boyer. Il 1º marzo 1847 il senato haitiano, dopo un periodo di instabilità istituzionale e ribellioni, elesse Faustin Soulouque, che non era nemmeno un candidato, presidente della repubblica di Haiti; il nuovo capo dello Stato, ignorante, superstizioso ed analfabeta, si dimostrò però deciso e determinato, fomentando i peggiori istinti della popolazione nera contro i meticci. Fu lui, infatti, il principale ispiratore, nel 1848, dello spaventoso massacro della borghesia mulatta di Port-au-Prince, la capitale haitiana.

### Il regno
Il 25 agosto 1849 il parlamento lo proclamò imperatore con il nome di Faustino I, sull'esempio di Napoleone I in Francia. Dopo una solenne incoronazione, il nuovo sovrano inaugurò un regime repressivo, durato dieci anni, durante i quali dilapidò le finanze statali con una corte fastosa che voleva imitare quella imperiale francese e tentò infruttuosamente per due volte di conquistare militarmente la Repubblica Dominicana. Alla fine, però, questi insuccessi intaccarono il potere di Faustino, che il 15 gennaio 1859 fu deposto da una sollevazione ordita dal generale mulatto Nicolas Geffrard. Ritiratosi dalla vita pubblica, l'ex monarca andò in esilio in Giamaica, per poi tornare in patria poco prima di morire. Fu sepolto a Fort Soulouque, dove nel 1878 venne tumulata anche la consorte imperatrice Adelina.

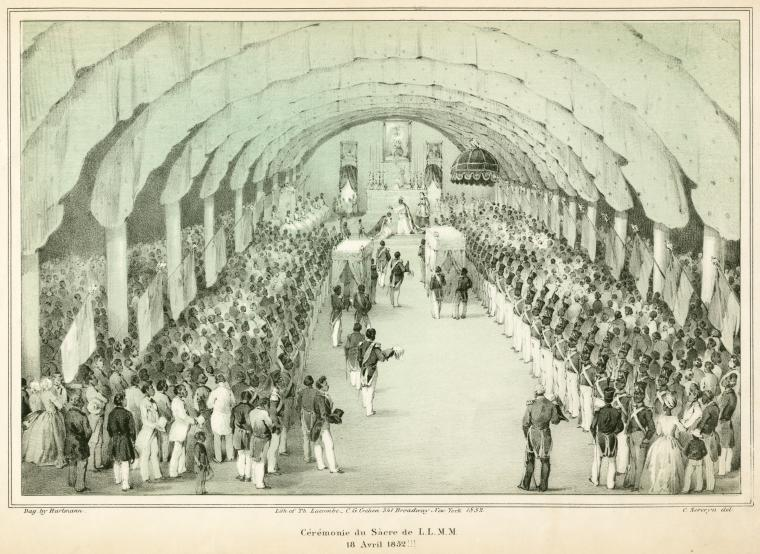
Incoronazione di Faustino I (1852)
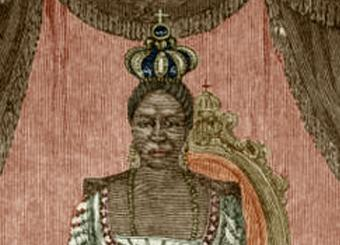
L'imperatrice Adelina
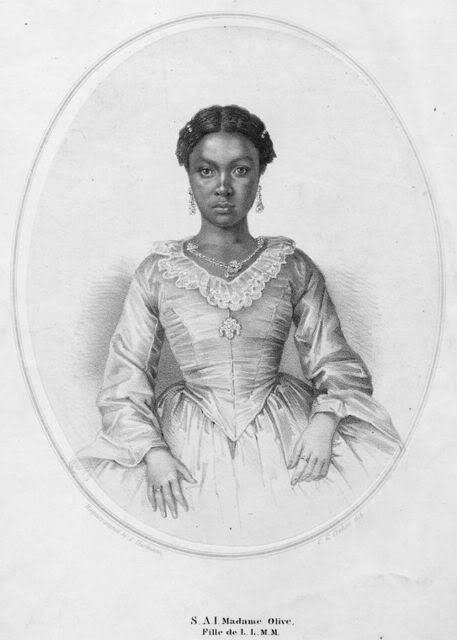
La principessa Olive
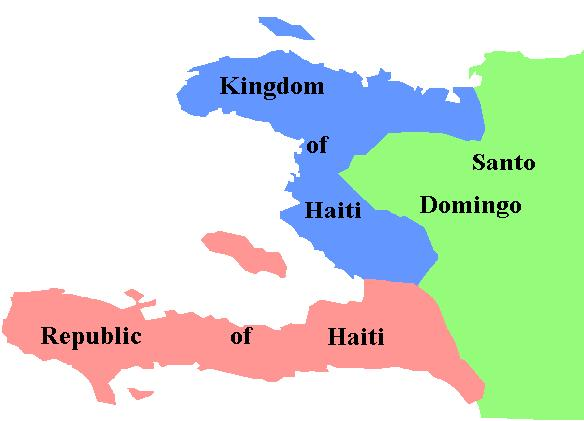
Il regno di Haiti